# بی‌تی‌اس در جنگل
بی‌تی‌اس در جنگل (کره‌ای: 인더숲 BTS편; انگلیسی: BTS In the Soop) یک مجموعهٔ واقع‌نمای کره جنوبی ساخته شده توسط بیگ هیت انترتینمنت و Big Hit Three Sixty و با حضور اعضای گروه پسرانهٔ بی‌تی‌اس است. فصل اول از ۱۹ اوت ۲۰۲۰، از شبکهٔ تلویزیونی پولی کره‌ای جی‌تی‌بی‌سی و پلتفرم آنلاین وی‌ورس پخش شد.

## بازیگران
- آراِم در نقش خودش
- جین در نقش خودش
- شوگا در نقش خودش
- جی-هوپ در نقش خودش
- جیمین در نقش خودش
- وی در نقش خودش
- جونگ‌کوک در نقش خودش
- بم (سگ جونگ‌کوک، فصل ۲)[۱]

## قسمت‌ها

### بررسی اجمالی مجموعه
| فصل | قسمت‌ها | قسمت‌ها | تاریخ اصلی روی آنتن رفتن | تاریخ اصلی روی آنتن رفتن |
| فصل | قسمت‌ها | قسمت‌ها | اولین بار                | آخرین بار                |
| --- | ------ | ------ | ------------------------ | ------------------------ |
| ۱   | ۸      | ۸      | ۱۹ اوت ۲۰۲۰              | ۷ اکتبر ۲۰۲۰             |
| ۲   | ۵      | ۵      | ۱۵ اکتبر ۲۰۲۱            | ۱۲ نوامبر ۲۰۲۱           |